# Andreas Böhm (Philosoph)
Andreas Böhm (* 17. November 1720 in Darmstadt; † 16. Juli 1790 in Gießen) war ein deutscher Philosoph, Mathematiker und Aufklärer.

## Leben
Nachdem er von 1737 bis 1740 an der Universität Marburg Philosophie bei Christian Wolff studiert hatte, wurde er im Jahr 1740 zum Doktor der Philosophie promoviert. Er hielt in Marburg zunächst Vorlesungen als Privatdozent. Im Jahr 1744 wurde er als ordentlicher Professor für Metaphysik und Logik an die Universität Gießen berufen. Zwei Jahre später wurde er dort außerdem Professor für Mathematik. Er war 1756 und 1771 Rektor der Universität.
Im Laufe seiner Karriere wurde er zum Inspektor der Universität, Professor primarius, wirklichen Bergrath und im Jahr 1778 zum wirklichen Geheimen Rath ernannt.
Verschiedene wissenschaftliche Gesellschaften, so zum Beispiel in Erfurt, Frankfurt an der Oder, Gießen und Vlissingen nahmen ihn als Mitglied auf. Außerdem war er Mitglied der Freimaurerloge Zu den drey Löwen in Marburg.
Er gründete nach einer Genehmigung durch Landgraf Ludwig VIII. (Hessen-Darmstadt) das Giesser Wochen-Blatt, dessen erste Ausgabe am 6. Januar 1750 erschienen ist. Aus dieser ursprünglich wöchentlich erscheinenden Zeitung, die eher für ein akademisches Publikum gedacht war, entstand später der Gießener Anzeiger, die damit die viertälteste noch erscheinenden Zeitung Deutschlands.
Er fungierte des Weiteren ab 1777 als Herausgeber der militärwissenschaftlichen Zeitschrift "Magazin für Ingenieur und Artilleristen", von dem 12 Bände (Bände 1–11 von 1777–1789 und Band 12 posthum 1795) erschienen. Hierin veröffentlichte er Artikel sowohl zur Festungsbaukunst wie auch zur Schießlehre, die noch heute zum Verständnis der damaligen Bau- und Schießtechnik von großer Bedeutung sind

## Schriften (Auswahl)
- Logica.  Heinrich Ludwig Brönner, Frankfurt am Main u. a. 1749, (Digitalisat).
- Metaphysica. Krieger, Giessen 1753, (Digitalisat).
- Gründliche Anleitung zur Meßkunst auf dem Felde, samt zweyen Anhängen vom Wasserwägen und von der unterirdischen Meß- oder Markscheidekunst, zum Nutzen derer, denen an der Ausübung dieser Wissenschaften gelegen ist, hauptsächlich aber zum Gebrauche seiner Zuhörer aufgesetzt. Heinrich Ludwig Brönner, Frankfurt am Main u. a. 1759, (Digitalisat).
- als Herausgeber: Magazin für Ingenieur und Artilleristen. Bd. 1, 1777 – Bd. 11, 1789, ZDB-ID 515471-6.
- als Herausgeber mit Franz Karl Schleicher: Neue militärische Bibliothek. 4 Bändchen. Neue akademische Buchhandlung, Marburg 1789.

„Seine zahlreichen Schriften haben in der Folge der fortgeschrittenen Wissenschaft meist Ihre frühere Bedeutung verloren.“